# ميشيل هيلر
ميشيل هيلر (بالفرنسية: Michel Heller)‏ هو مؤرخ فرنسي وبيلاروسي، ولد في 31 أغسطس 1922 في موجيلوف في روسيا البيضاء، وتوفي في 3 يناير 1997 في باريس في فرنسا بسبب نوبة قلبية.